# Константин Горчаков
Константѝн Алекса̀ндрович Горчако̀в (на руски: Константин Александрович Горчаков) е руски благородник (светлейши княз) и чиновник.
Роден е на 1 март 1841 година в Санкт Петербург в семейството на бъдещия държавен канцлер княз Александър Горчаков от видния род Горчакови. Учи известно време в Санктпетербургския университет, след което заема различни длъжности във вътрешното министерство и в императорския двор, достигайки по поста щалмайстер. По време на Гражданската война емигрира във Франция.
Константин Горчаков умира на 20 април 1926 година в Париж.